# صنوبرنشینان
صنوبرنشینان (نام علمی: Gelechiidae) نام یک تیره از بالاخانواده شاپرکان شاخ‌کمانی است. شاپرک نهفته از گونه‌های این تیره است.